# Tankturm

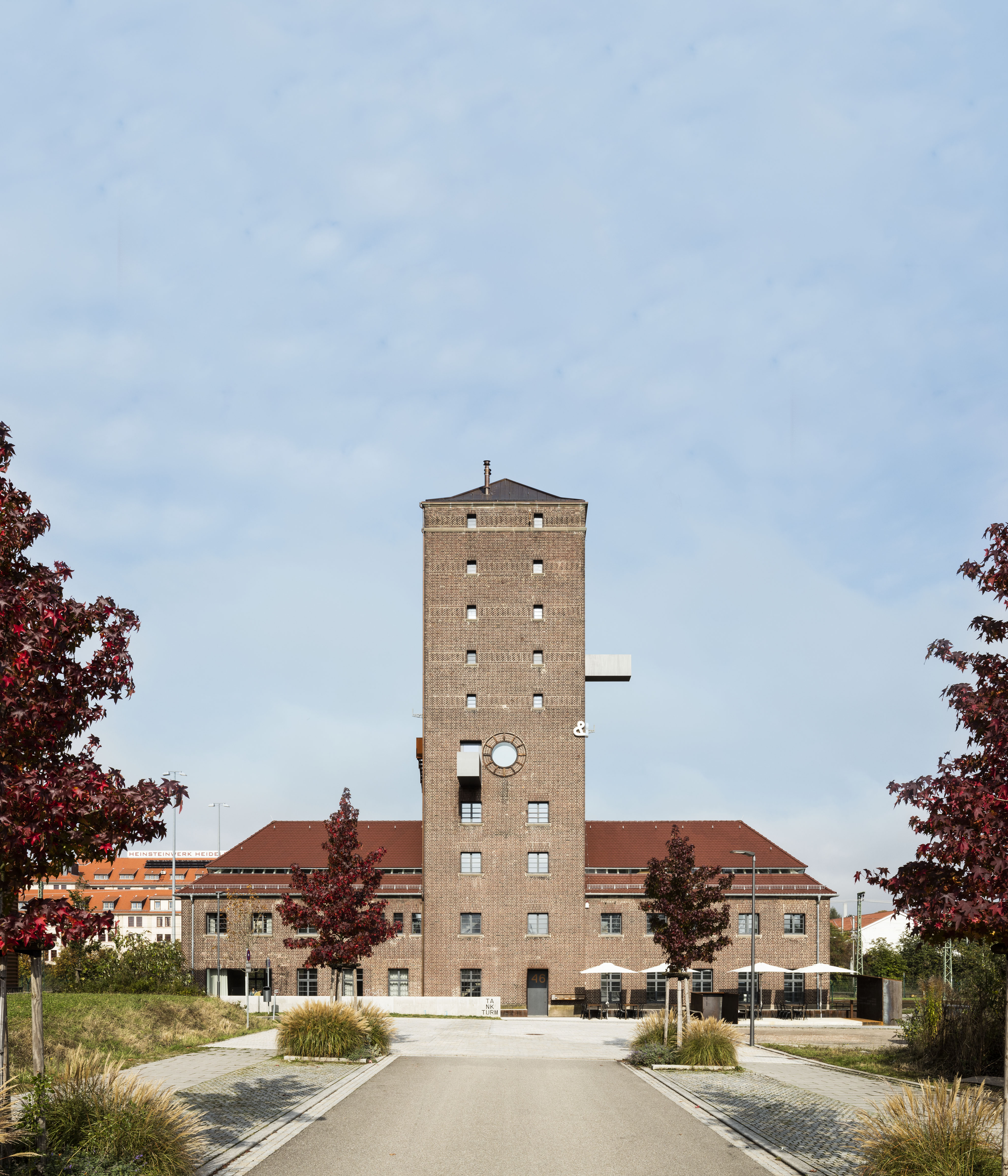
Bahnwasserturm Heidelberg

Der Tankturm ist ein Veranstaltungsort in Heidelberg. Zuvor stellte er als Wasserturm an der Eppelheimer Straße die Wasserversorgung des ehemaligen Bahnbetriebswerks in Heidelberg und der bis in die 1970er Jahre verkehrenden Dampflokomotiven sicher. Das Bauwerk zählt zu den wenigen erhaltenen Denkmalen der Industriekultur der Heidelberger Bahnstadt.

## Geschichte
Im Dezember 1927 wurde in Heidelberg ein neues Bahnbetriebswerk mit einem Bestand von mehr als 40 Dampflokomotiven eröffnet. Die Kosten für die gesamte Anlage beliefen sich auf rund 3,9 Millionen Reichsmark. Im Ganzen waren circa 120 Unternehmen und Handwerker an dem Bauvorhaben beteiligt. Der Wasserturm, an dem seit 1925 gebaut wurde, war zu diesem Zeitpunkt noch nicht vollständig fertiggestellt, galt aber schon damals als Wahrzeichen und Besonderheit der umfassenden Anlage.
Der Turm diente der Wasserversorgung des Betriebswerkes, hauptsächlich der Versorgung der Lokomotiven mit Speisewasser. Das Wasser für den Hochbehälter wurde in Heidelberg-Kirchheim aus dem Grundwasser gepumpt sowie aus Quellen des Königsstuhls bezogen.
Vor der Inbetriebnahme des Wasserturms versorgte ein im Jahr 1907 erbauter Hochbehälter mit 500 m³ Fassungsvermögen die Lokomotiven und Werkstätten mit Wasser. Teile des Lokomotivschuppens waren zudem an das städtische Wasserleitungssystem angeschlossen. Mit Fertigstellung des neuen Wasserturms konnte auf die Wasserentnahme aus dem städtischen Netz verzichtet werden, das gesamte Bahnbetriebswerk wurde nun mit Wasser aus dem Turm gespeist.
Seit den Nachkriegsjahren nutzte man die Räume der Anbauten als Ausbildungs- und Lehrwerkstätte der Bahn für Schlosser und Starkstromelektriker. Der Hochbehälter des Wasserturms wurde bis in die 1970er Jahre genutzt. Mit dem Ende der Dampftraktion verlor das Bauwerk seine ursprüngliche Funktion. In den 1980er Jahren wurden die Werkstätten in benachbarte Gebäude des Betriebswerks verlegt. Das Gebäude wurde stillgelegt und stand seither leer. 1989 wurde es unter Denkmalschutz gestellt.
Im Jahr 2014 erwarb das Heidelberger Architekturbüro AAg den Wasserturm für 400.000 Euro von der Bahnstadtgesellschaft EGH und führte ihn nach der umfangreichen Sanierung einer öffentlichen Nutzung für Kultur, Kunst und Konferenzen zu. Unter anderem hat das KlangForum Heidelberg dort seine Geschäftsstelle und nutzt die Räume als Proben- und Konzertort. Im Jahr 2016 wurde das Bauwerk mit dem Denkmalschutzpreis Baden-Württemberg des Schwäbischen Heimatbunds und des Landesvereins Badische Heimat ausgezeichnet.

## Architektur
Das Gebäude besteht aus einem zentralen, 30 m hohen, quadratischen Turmbau mit Zeltdach, mit im Osten und Westen jeweils zweigeschossigen Anbauten. Die Außenwände sind als Sichtmauerwerk mit Hartziegeln ausgeführt. Das Bauwerk wurde auf einem Betonsockel errichtet, der bis zur Brüstung der Erdgeschoss-Fenster reicht. Auf halber Höhe des Turms waren ursprünglich an allen vier Seiten Zifferblätter einer Uhr angebracht. Der Wasserbehälter mit freitragendem, kuppelförmigem Stützboden hat ein Fassungsvermögen von 333 m3 und 27 m Wasserspiegelhöhe. Er besteht aus 30 cm dickem Beton. Die Räume der Seitenflügel waren für Werkstätten, Arbeits- und Aufenthaltsräume vorgesehen. Daneben standen Räume für eine Gleichrichteranlage zum Laden der Batterien für elektrische Zugbeleuchtung und für einen Gas- und einen Luftkompressor zur Verfügung, im Kellergeschoss befand sich eine Transformatorenanlage.
Die Sanierung und die Umnutzung des Wasserturms wurden nach einer eineinhalbjährigen Bauphase im Dezember 2015 abgeschlossen. Die markante Figur des Gebäudes und das Sichtmauerwerk der Außenhülle bleiben unberührt, ebenso die bestehenden durchgehenden Werksteinsockel und Fensterbänke. Die Dachkonstruktion ist unverkleidet erhalten. Das Dach ist mit einer Aufsparrendämmung gedämmt und denkmalgerecht neu eingedeckt. Am Gesims wurde mit einer Zwischensparrendämmung gearbeitet, wodurch an der Schnittstelle beider Konstruktionen ein schmales durchgehendes Fensterband entsteht und das Dachgeschoss belichtet. Das zentrale Treppenhaus erschließt alle Geschosse, ein Aufzug gewährleistet die Barrierefreiheit. In den Turmgeschossen verbindet eine Stahltreppe die verschiedenen, von der Betonkonstruktion geprägten Räume. Neu in den Turm eingeschobene Fluchtbalkone machen als weithin wahrnehmbare Eingriffe das Innenräumliche sichtbar.